# Pálffy Olly
Pálffy Olly, Pálfi Olga (Budapest, 1900/1903. június 10. – 1931 után) színésznő, operettszubrett, primadonna.

## Pályafutása
Színészcsaládba született. Édesanyja Gelb Róza, apja Pálffy Bertalan kolozsvári színész, nővére Pálffy Zsazsa drámai hősnő volt.
1921-ben kezdte a színipályát, Kassán, Faragó Ödön társulatánál. A Nyírvidék szerint novemberétől már mint táncos szubrett Nyíregyházán, Neményi László társulatában – amit 1922 őszétől már Heltai Hugó vezetett – szerepelt. Innen szerződött Erdélybe 1924–25-ben Szendrey Mihály marosvásárhelyi színigazgatóhoz. 1925 április-májusában Rozsnyón Földessy Sándor operettegyüttesében. 1926–27-ben Székelyudvarhelyen, Csíkszeredában, Kézdivásárhelyen, Sepsiszentgyörgyön, majd Gyergyószentmiklóson játszott Ferenczy Gyulánál. 1928-ban Győri Illés István kabarétársulatában szerepelt. 1930–31-ben Nagyváradon, Szatmárnémetiben, Nagybányán és Máramarosszigeten lépett fel Erdélyi Miklós társulatában. A kritikák mint a társulat erősségét jellemezték.
Ezenkívül a következő városokban működött mint kedvelt operettszubrett: Szeged, Kolozsvár, Pozsony, Sopron, Arad, Szombathely, Nagyvárad, Brassó, Kecskemét.

## Fontosabb szerepei
- Gábor diák (Huszka Jenő: Gül Baba)
- Midili (Sztambul rózsája)
- Marcsa (Mágnás Miksa)
- Boris (Farkas Imre: Nótáskapitány)
- Rica Maca (Csókos asszony)
- Bessy (Leányvásár)

Játszott még a János vitézben és a Bob hercegben is.